# Marie Louise Idestam
Marie Louise Idestam-Blomberg, ogift Idestam-Almquist, född 21 juli 1898 i Åbo, Finland, död 21 juli 1988 i Sigtuna, var en finländsk-svensk skulptör och grafiker. Hon var syster till Bengt Idestam-Almquist.
Marie Louise Idestam var dotter till överingenjören Fridolf Vilhelm Fridolfsson Almquist och Agnes Idestam. Hon växte upp i Sankt Petersburg och kom till Sverige 1917. I Ryssland hade hon studerat måleri för Alfred Eberling och fortsatte i Sverige sina studier för Carl Wilhelmson 1917, vid Tekniska skolan och därefter skulptur för Carl Milles vid Konstakademien 1919–1921. 1921 och 1927–1928 studerade hon i Paris för bland andra Antoine Bourdelle. Idestam förestod tillsammans med då fd svägerskan Margareta Köhler, född Blomberg, under åren 1934–1942 inredningsfirman Futurum i Stockholm. Från 1940 var hon bosatt i Sigtuna. Hon är representerad på Moderna museet och Nationalmuseum.
Mellan åren 1921 och 1934 var hon gift med författaren Erik Blomberg. Deras döttrar var konstnären Lill-Marie Blomberg och socionomen och TV-producenten Monica Kempe. Marie Louise Idestam är begraven på Sigtuna kyrkogård.